# Vladimír Vedra
Vladimír Vedra (3 de marzo de 1926, Moravské Budějovice - 29 de enero de 1995, Praga) fue un político checo y checoslovaco del Partido Comunista de Checoslovaquia (KSČ) y miembro de la Cámara del Pueblo y de la Cámara de las Naciones de la Asamblea Federal durante la normalización.

## Biografía
Después de formarse como mecánico, se unió al Partido Comunista en 1945 y participó principalmente en la Unión Juvenil Checoslovaca, donde se desempeñó como presidente del comité central entre 1960 y 1963. Además de las funciones políticas, fue presidente de la Asociación Checoslovaca de Caza entre 1975 y 1983. Su carrera política alcanzó su punto máximo después de la invasión de las tropas del Pacto de Varsovia a Checoslovaquia durante la normalización. El XVII Congreso del Partido Comunista de Checoslovaquia lo eligió miembro del Comité Central del partido. Después de la federalización de Checoslovaquia, ocupó un escaño en la Cámara del Pueblo de la Asamblea Federal. No adquirió el mandato adicionalmente hasta octubre de 1969. Desde entonces fue jefe del departamento de órganos estatales del Comité Central del KSČ.
En las elecciones de 1971 se trasladó a la Cámara de las Naciones (distrito electoral de Jihlava-Třebíč). Defendió su mandato en las elecciones de 1976 y 1981. En enero de 1986 se le concedió la Orden del Febrero Victorioso. En las elecciones de 1986 regresó a la Cámara del Pueblo y luego actuó como su presidente. Permaneció en la Asamblea Federal hasta enero de 1990, cuando renunció a su cargo como parte del proceso de cooptación en la Asamblea Federal después de la Revolución de Terciopelo. Ya antes, en diciembre de 1989, había dimitido del cargo de presidente de la Cámara del Pueblo.